# 2007年北海道議会議員選挙
2007年北海道議会議員選挙（2007ねんほっかいどうぎかいぎいんせんきょ）は、北海道の議決機関である北海道議会を構成する議員を選出するため行われた選挙で、第16回統一地方選挙前半戦投票日である2007年4月8日に投票が行われた。

## 概要
道議会議員の任期4年が満了したことに伴って実施された選挙である。北海道議会議員選挙は第1回選挙（1947年）以来一貫して、統一地方選挙の日程で実施されており、北海道知事選挙と同時に実施される。
北海道は、日本社会党とその流れをくむ民主党の勢力が強い地域で、過去の道議会議員選挙でも自由民主党（自民党）と互角の争いを続けてきた、今回の選挙は定数106議席に149名が立候補し、無投票当選となった11選挙区19名を除く、37選挙区130名が87議席を争う構図となった。

## 基礎データ
- 告示日：2007年3月30日
- 投票日：2007年4月8日
- 定数：106議席（前回より4議席減）
- 選挙区：48選挙区（区割り変更で前回より2選挙区減）
- 無投票選挙区：11選挙区
  - 4人区：十勝管内
  - 3人区：帯広市
  - 2人区：北見市、江別市、釧路管内
  - 1人区：留萌市、美唄市、千歳市、恵庭市、網走市、留萌管内
- 候補者：149名

| 党派       | 合計    | 新旧内訳 | 新旧内訳 | 新旧内訳 | 無投票 当選 | 改選前 議席 | 備考                                                              |
| 党派       | 合計    | 現職     | 元職     | 新人     | 無投票 当選 | 改選前 議席 | 備考                                                              |
| ---------- | ------- | -------- | -------- | -------- | ----------- | ----------- | ----------------------------------------------------------------- |
| 自由民主党 | 60(1)   | 52       | 3        | 5        | 12          | 43          |                                                                   |
| 民主党     | 39(3)   | 25       | 0        | 14       | 5           | 25          |                                                                   |
| 公明党     | 7(0)    | 6        | 0        | 1        |             | 6           |                                                                   |
| 日本共産党 | 10(4)   | 3        | 0        | 7        |             | 4           |                                                                   |
| 無所属     | 33(4)   | 11       | 3        | 19       | 2           | 29          | - 自民系6名 - 民主系11名 - 諸派系1名（新党大地推薦） - その他15名 |
|            | 149(12) | 97       | 6        | 46       | 19          | 106         |                                                                   |

出典：「道議選党派別立候補者数」、北海道新聞2007年3月31日付1面。なお合計欄のカッコ内数字は女性候補者の数
|          | 候補者 | 公認・推薦内訳 | 公認・推薦内訳 |
| 公認     | 候補者 | 推薦           |                |
| -------- | ------ | -------------- | -------------- |
| 自民党系 | 66     | 60             | 6              |
| 民主党系 | 50     | 39             | 11             |

- 選挙当日の有権者数：3,787,997名
  - 男性：1,764,272名
  - 女性：2,023,725名

出典：道議選挙　選挙当日の有権者数.北海道選挙管理委員会（2011年9月2日閲覧）

## 選挙結果
- 投票率：64.45％（投票者数2,441,928名）前回比マイナス2.16％

| 党派       | 当選者 | 新旧内訳 | 新旧内訳 | 新旧内訳 | 改選前      | 備考                                      |
| 党派       | 当選者 | 現職     | 元職     | 新人     | 改選前      | 備考                                      |
| ---------- | ------ | -------- | -------- | -------- | ----------- | ----------------------------------------- |
| 自由民主党 | 46(1)  | 41       | 2        | 3        | 43          | 自民系無所属を含めた当選者数は49名        |
| 民主党     | 35(3)  | 25       | 0        | 10       | 24          | 民主系無所属を含めた当選者数は42名        |
| 公明党     | 7(0)   | 6        | 0        | 1        | 6           |                                           |
| 日本共産党 | 2(2)   | 2        | 0        | 0        | 4           |                                           |
| 無所属     | 16(3)  | 9        | 1        | 6        | 29          | - 自民系：3名 - 民主系：7名 - その他：6名 |
|            | 106(9) | 83       | 3        | 20       | 106 （欠4） |                                           |

注：当選者欄のカッコ内数字は女性当選者の数。当選者数には無投票当選も含まれている。
出典：
北海道選挙管理委員会事務局　投票結果　道議選挙
表「道議選当選者数」、北海道新聞2007年4月9日2面。
|          | 当選者 | 公認・推薦内訳 | 公認・推薦内訳 | 選挙前 | 増減 |
| 公認     | 当選者 | 推薦           |                | 選挙前 | 増減 |
| -------- | ------ | -------------- | -------------- | ------ | ---- |
| 自民党系 | 49     | 46             | 3              | 54     | －5  |
| 民主党系 | 42     | 35             | 7              | 35     | ＋7  |

無投票となった選挙区を除く37選挙区で行われた選挙の結果、自民党は推薦候補も含めて49名が当選、第1党を維持したものの議長経験者の湯佐利夫などベテラン議員が相次いで落選するなど改選前より5議席減らした。これに対して民主党は推薦候補を含めて42名が当選、改選前を7議席上回って躍進した。自民・民主以外の政党では、公明党が札幌市東区で新人候補が当選するなど前回選挙を1名上回る7名が当選、共産党は東区の新人候補の他、函館市の現職が落選するなど2名の当選に留まり、改選前の4議席から半減させた。